# چوئوخوف
چوئوخوف (به لهستانی: Człuchów، تلفظ: [ˈt͡ʂwuxuf] ()) یک شهرک در لهستان است که در استان پومرانی واقع شده‌است.

## خصوصیات
چوئوخوف ۱۲٫۴۸ کیلومترمربع مساحت و ۱۴٬۵۹۷ نفر جمعیت دارد و ۱۶۰ متر بالاتر از سطح دریا واقع شده‌است.

## خواهرخوانده
شهرهای اوزلار، Conches-en-Ouche، کانیف و گدنیا خواهرخوانده‌های چوئوخوف هستند.